# Odkazy na znakové entity XML a HTML
V dokumentech SGML, HTML a XML se logické konstrukce známé jako znaková data a hodnoty atributů skládají ze sekvencí znaků, ve kterých se každý znak může projevit přímo (reprezentovat sám sebe), nebo může být reprezentován řadou znaků, které se nazývají odkaz na znak, a těch jsou dva druhy: odkaz na číselný znak a odkaz na znakovou entitu.
Odkaz na znakovou entitu odkazuje na obsah pojmenované entity. Deklarace entity se vytvoří pomocí syntaxe <!ENTITY name "value"> v definici typu dokumentu (DTD).

## Přehled znakových odkazů
Číselný odkaz na znak odkazuje na znak pomocí jeho univerzální znakové sady/kódu Unicode a používá formát:
&#nnnn;
nebo
&#xhhhh;
kde nnnn je kódový bod v desítkovém tvaru a hhhh je kódový bod v hexadecimálním tvaru. V dokumentech XML musí být x malá písmena. Skupina nnnn nebo hhhh může být libovolný počet číslic a může obsahovat úvodní nuly. 
Naproti tomu odkaz na znakovou entitu odkazuje na znak jménem entity, která má požadovaný znak jako náhradní text. Entita musí být buď předdefinovaná (zabudována do značkovacího jazyka) nebo explicitně deklarována v DTD dokumentu. Formát je stejný jako u jakékoli reference entity:
&name;
kde name je název entity rozlišující velká a malá písmena. Pro některé entity může být koncový středník vypuštěn.

## Standardní sady veřejných entit pro znaky
Sady entit ISOSpolečnost SGML dodala komplexní sadu deklarací entit pro znaky široce používané v západním technickém a referenčním publikování, pro latinku, řečtinu a cyrilici.
MathMLW3C vyvinulo sadu deklarací entit pro znaky MathML.
Sady entit XMLPracovní skupina W3C MathML převzala údržbu sad veřejných entit ISO v kombinaci s MathML a dokumentuje je v definicích entit XML pro znaky. Tato sada může podporovat požadavky XHTML, MathML a být použita jako vstup do budoucích verzí HTML.
HTML5HTML5 přejímá XML entity jako odkazy na pojmenované znaky
Seznam předdefinovaných entit v XML a HTML a speciálních znaků v XHTML uvádí anglická verze tohoto článku.